# Culicoides phlebotomus
Culicoides phlebotomus är en tvåvingeart som först beskrevs av Samuel Wendell Williston  1896.  Culicoides phlebotomus ingår i släktet Culicoides och familjen svidknott. Inga underarter finns listade i Catalogue of Life.